# Dwaralu, Sira
Dwaralu là một làng thuộc tehsil Sira, huyện Tumkur, bang Karnataka, Ấn Độ.